# Ставрополье-2009
«Ставропо́лье-2009» — российский футбольный клуб, представлявший Ставропольский край. Был создан в 2009 году по инициативе губернатора Ставропольского края Валерия Гаевского и при поддержке Правительства Ставропольского края в целях замещения отказавшегося от выступлений по причине наличия долгов футбольного клуба «Динамо» Ставрополь, который был объявлен банкротом, и сохранения профессиональной команды в краевом центре.

## История
В начале марта 2009 года клуб, изначально носивший название «„Динамо“ — Ставропольский край», прошел лицензирование и получил право выступать в соревнованиях Профессиональной футбольной лиги. Официальный офис клуба располагался в Ставрополе, в гостинице «Континент», недалеко от стадиона «Динамо».
В единственном своём сезоне в истории клуб участвовал в первенстве зоны «Юг» Второго дивизиона, занял 13-е место из 18 участников. В розыгрыше Кубка России вылетел на первой же стадии (1/512 финала), проиграв в гостях клубу «Ставрополь» — 0:1. Первую часть сезона команда играла под руководством тренера Валерия Заздравных, в июне он вместе с генеральным директором клуба Геннадием Гридиным ушёл в клуб первого дивизиона новотроицкую «Носту», на пост главного тренера «Ставрополья-2009» был приглашён Анатолий Шелест, а место руководителя клуба занял заместитель Гридина И. Савченко. Спортивным директором клуба являлся Сергей Зименков. Созданный перед началом сезона попечительский совет футбольного клуба возглавлял заместитель Председателя правительства Ставропольского края В. Балдицын.
В ходе сезона местной футбольной общественностью при содействии В. Балдицына рассматривался вопрос об объединении заявлявших о преемственности по отношению к ставропольскому «Динамо» команд «Ставрополь» и «Ставрополье-2009» в единый клуб с названием «Динамо».
В конце 2009 года было принято решение о принятии клуба в краевое общество ФСО «Динамо» коллективным членом и о возвращении ему прежнего названия — «Динамо» Ставрополь. 18 марта 2010 года решением Совета Ассоциации «Профессиональная футбольная лига» были внесены изменения в реестр членов (участников) Ассоциации «ПФЛ» в связи с переименованием Некоммерческого партнерства «Футбольный клуб «Ставрополье-2009» г. Ставрополь в Некоммерческое партнерство «Футбольный клуб «Динамо» г. Ставрополь.

## Результаты
| Год  | Соревнование               | Место    | И  | В  | Н  | П  | Мячи  | Бомбардиры                                    |
| ---- | -------------------------- | -------- | -- | -- | -- | -- | ----- | --------------------------------------------- |
| 2009 | Второй дивизион, зона «Юг» | 13 из 18 | 34 | 10 | 11 | 13 | 45-44 | Денис Кириленко, Кирилл Панченко — по 8 мячей |

Самая крупная победа: 6:1 — над «Дагдизелем» Каспийск.
Самая крупная «сухая» победа: 3:0 — над «Ангуштом» Назрань.
Самые крупные поражения: 2:4 — от «Дагдизель» Каспийск; 1:3 — от ФК «Ставрополь» Ставрополь; 0:2 — от «Жемчужина-Сочи» Сочи, «Батайск-2007» Батайск.

## Фарм-клуб
Вторая команда клуба (дублирующий состав) «Ставрополье-2009-2» в 2009 году участвовала в чемпионате Ставропольского края, где заняла предпоследнее 15-е место.